# Niagara Purple Eagles

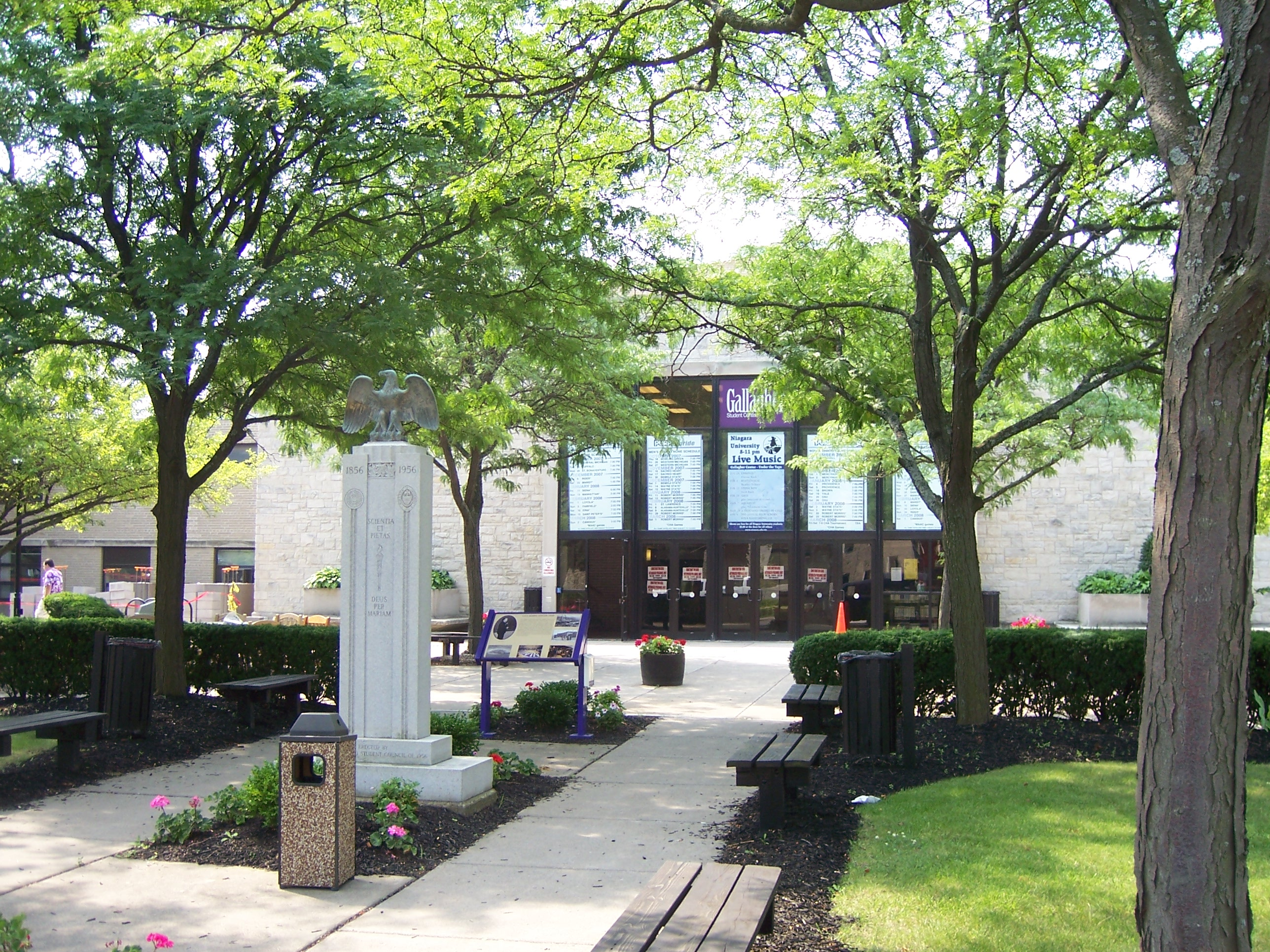
Gallagher Center: Heimat der Basketballer

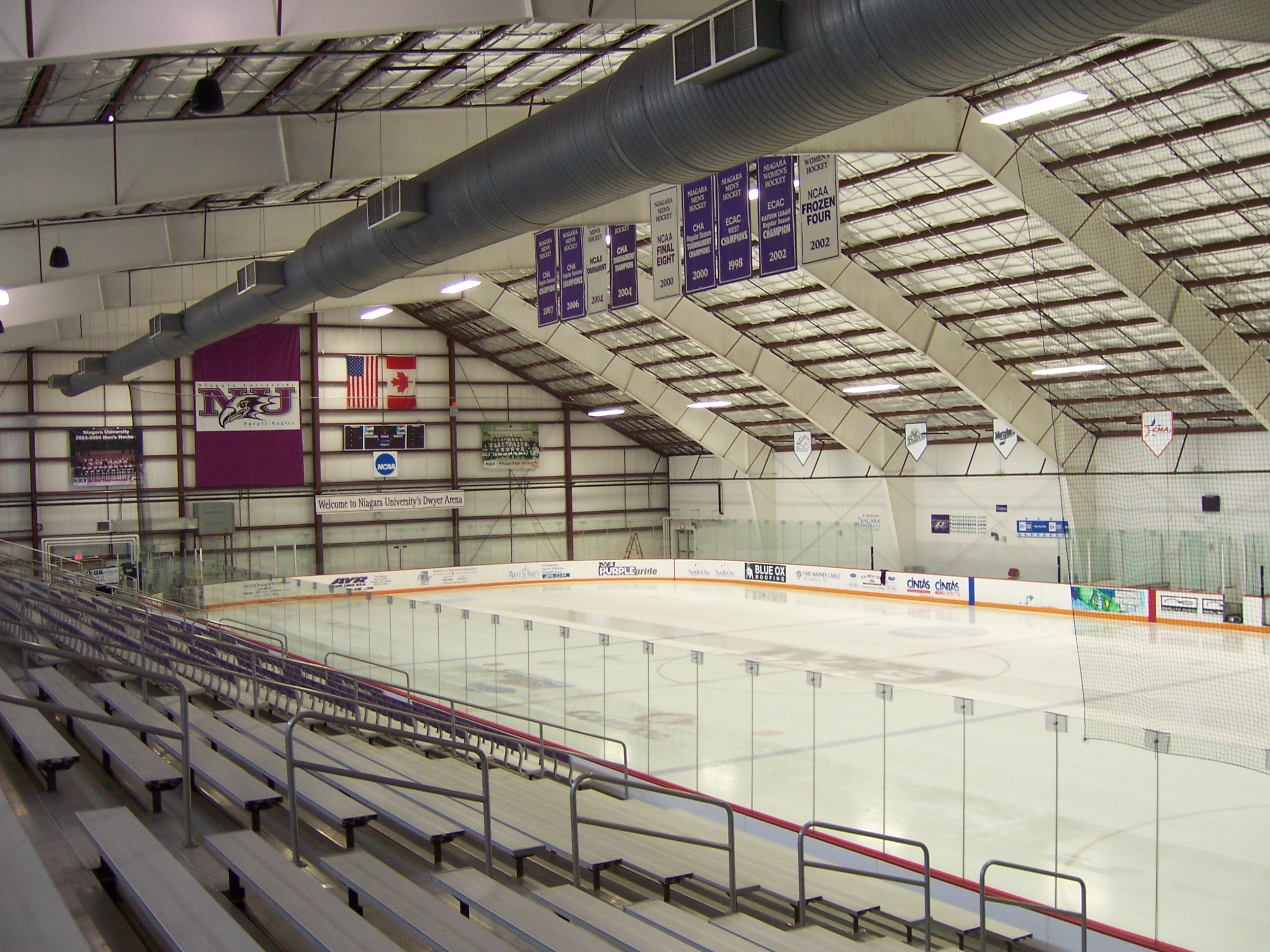
Dwyer Arena: Eishockeyspielstätte

Die  Niagara Purple Eagles sind die Sportteams der Niagara University. Die 18 verschiedenen Sportteams nehmen an der NCAA Division I als ein Mitglied der Metro Atlantic Athletic Conference teil, mit Ausnahme der Eishockey-Mannschaft, die in der Atlantic Hockey Conference spielt.

## Sportarten
Die Purple Eagles  stellen in folgenden Sportarten Teams auf:
Männer:
- Baseball
- Basketball
- Crosslauf
- Golf
- Eishockey
- Fußball
- Schwimmen & Turmspringen
- Tennis

Frauen:
- Basketball
- Crosslauf
- Golf
- Lacrosse
- Fußball
- Softball
- Schwimmen & Turmspringen
- Tennis
- Leichtathletik
- Volleyball